# Ромбергова интеграција
Ромбергова интеграција (понекад се наводи такође као Ромбергова метода) је поступак из нумеричке анализе. Користи се када желимо нумерички да израчунамо неки интеграл, а добила је име по Вернеру Ромбергу.

## Идеја
Основа Ромбергове интеграције је комбинација две лоше апроксимације којом ћемо доћи до једне боље. У суштини, она представља само један вид Ричардсонове екстраполације примењене на интеграцију и трапезоидно правило. 
Присетимо се грешке трапезоидног правила са {\displaystyle n\,} датих тачака:
{\displaystyle T_{r}(h)={\frac {h}{2}}\left(f(x_{0})+2f(x_{1})+2f(x_{2})+\dots +2f(x_{n-1})+f(x_{n})\right)}
{\displaystyle h={\frac {b-a}{n}}\,}
{\displaystyle I_{precizan}=\int _{a}^{b}f(x)dx=T_{r}(h)+{(b-a) \over 12}h^{2}f''(\xi )+\dots }
{\displaystyle \xi \in [a,b]\,}
Напишимо то све мало другачије:
{\displaystyle T(h)=I_{precizan}+c_{2}\cdot h^{2}+c_{4}\cdot h^{4}+\dots }
{\displaystyle c_{2}={(b-a) \over 12}\cdot f''(\xi ),c_{4}=\ldots }
А шта се дешава када преполовимо размак између тачака?
{\displaystyle T(h/2)=I_{precizan}+c_{2}\cdot (h/2)^{2}+c_{4}\cdot (h/4)^{2}+\dots =I_{precizan}+{\frac {1}{4}}c_{2}\cdot h^{2}+{\frac {1}{16}}c_{4}\cdot h^{4}+\dots }
Очигледно је да се коефицијенти за квадратни део грешке ({\displaystyle c_{2}h^{2}\,}) донекле преклапа; зато га можемо простом комбинацијом ове две апроксимације елиминисати:
{\displaystyle T_{1}(h/2)={\frac {4\cdot T(h/2)-T(h)}{3}}=I_{precizan}-{\frac {1}{4}}c_{4}+\dots }
Сада грешка зависи само од {\displaystyle h^{4}\,}! Постпупак можемо наставити и врло брзо ћемо доћи до веома прецизних резултата. 
Даљим рачуном елиминишемо остале степене из грешке:
{\displaystyle T_{n}({\frac {h}{2^{k}}})={\frac {4^{n}\cdot T_{n-1}({\frac {h}{2^{k}}})-T_{n-1}({\frac {h}{2^{k-1}}})}{2^{k}-1}}}
На шеми се види мало јасније:
{\displaystyle {\begin{matrix}T_{0}(h)&&&&&\\&\searrow &&&&\\T_{0}(h/2)&\rightarrow &T_{1}(h/2)&&&\\&\searrow &&\searrow &&\\T_{0}(h/4)&\rightarrow &T_{1}(h/4)&\rightarrow &T_{2}(h/4)&\\\vdots &\ddots &\vdots &\ddots &\vdots &\ddots \\\end{matrix}}}

Као резултат се узима увек последњи елемент на дијагонали.

## Грешка
Грешка Ромбергове интеграције, написана нотацијом са великим О: {\displaystyle {\mathcal {O}}(h^{2n+1})}.
За њену приближну вредност (за критеријум обуставе алгоритма) може се узети разлика дијагонале: {\displaystyle T_{n}(h/2^{k})-T_{n-1}(h/2^{k-1})\,}
Треба међутим имати у виду да у одређеним случајевима грешка не мора да се смањује - добар пример за то су таласне функције (косинус, синус итд.). На конкретном примеру:
{\displaystyle \int _{0}^{2\pi }f(x)*cos(2^{n}x)dx}
број тачака мора да будем барем {\displaystyle n+1} иначе ће нам интеграл увек бити једнак нули. 
Ромбергова интеграција има и ту предност што грешку можемо у сваком следећем кораку да израчунамо и тако сваки пут изнова одлучимо да ли хоћемо да идемо даље или смо задовољни досадашњим резултатом.

## Пример
Узмимо да желимо да израчунамо: 
{\displaystyle \int _{10}^{20}{\frac {1}{\sqrt {\pi }}}\ \mathrm {e} ^{\left({\frac {x}{3}}\right)}dx}
Трапезоидно правило са две тачке нам даје:
{\displaystyle T_{0}(h=10)=10\cdot ({\frac {1}{2}}f(10)+{\frac {1}{2}}f(20))=2295.70}
Са три:
{\displaystyle T_{0}(h/2=5)=5\cdot ({\frac {1}{2}}f(10)+f(15)+{\frac {1}{2}}f(20))=1566.51}
И са пет:
{\displaystyle T_{0}(h/4=2.5)=2.5\cdot ({\frac {1}{2}}f(10)+f(12.5)+f(15)+f(17.5)+{\frac {1}{2}}f(20))=1355.90}
Када упоредимо чак и задњи резултат, грешка је још увек велика:
{\displaystyle \int _{10}^{20}{\frac {1}{\sqrt {\pi }}}\ \mathrm {e} ^{\left({\frac {x}{3}}\right)}dx-T_{0}(h/4)=-73.38}
У неким ситуацијама би таква грешка могла да буде кобна! Применимо са овим резултатима Ромбергову методу:
{\displaystyle T_{1}(h/2)={\frac {4\cdot T_{0}(h/2)-T_{0}(h)}{3}}={\frac {4\cdot 1566.51-2295.70}{3}}=1323.45}
Грешка је {\displaystyle \int _{10}^{20}f(x)dx-1323.45=-40.93}, још увек недовољно прецизно за наше потребе. Идемо још један корак даље:
{\displaystyle T_{1}(h/4)={\frac {4\cdot T_{0}(h/4)-T_{0}(h/2)}{3}}={\frac {4\cdot 1355.90-1566.51}{3}}=1285.70}
{\displaystyle T_{2}(h/4)={\frac {4^{2}\cdot T_{1}(h/4)-T_{1}(h/2)}{4^{2}-1}}=1283.18}
Грешка на крају: -0.65 ! Са само пет тачака смо добили изузетно прецизан резултат. Када бисмо желели да постигнемо исти резултат простим трапезоидним правилом, требало би нам око 50 тачака.